# Köýtendag (góry)
Köýtendag, także Kugitangtau (turk.: Köýtendag; ros.: хребет Кугитангтау, chriebiet Kugitangtau) – pasmo górskie w południowo-zachodnim Pamiro-Ałaju, w Turkmenistanie i Uzbekistanie, południowe przedłużenie gór Boysuntov. Rozciąga się na długości ok. 100 km pomiędzy doliną Amu-darii a rzeką Sherobod (Szerabad). Najwyższy szczyt, Ajribaba, osiąga 3139 m n.p.m. Pasmo zbudowane ze skał osadowych, m.in. wapieni. Występują zjawiska krasowe. U podnóża gór znajduje się obszar półpustynny z roślinami efemerycznymi. W wyższych partiach występuje step górski z kserofitami, jałowcami i pistacjami.